# Thomas Rueb
Thomas Rueb (Oegstgeest, 1986) is een Nederlandse onderzoeksjournalist, schrijver en televisiepresentator.

## Biografie
Na het TTO-gymnasium van Het Rijnlands Lyceum Oegstgeest studeerde Rueb vanaf 2006 Journalistiek en Media aan de Universiteit van Amsterdam. Vanaf 2010 was hij redacteur van Het Nieuwe Mediahandboek en redacteur van Babel Magazine van de studierichting Geesteswetenschappen van de Universiteit van Amsterdam. In 2012 werd hij redacteur bij NRC waar hij begon als verslaggever bij Nrc.next en op de afdeling Binnenland. Marnix Rueb is zijn oom.
Eind januari 2021 maakte hij met een team van jonge onderzoeksjournalisten het KRO-NCRV-programma Propaganda. Hierin duikt hij met de journalistengroep in de wereld van hoaxes en fake news.
In 2017 won Rueb De Tegel-publieksprijs voor het artikel Jij ziet er helemaal niet uit als een politieman!over de Amsterdamse oud-politieagent Marokkaanse afkomst Anis Raiss die een boekje opendoet over discriminatie binnen het politiekorps, dat hij in 2016 publiceerde in NRC.

### Laura H.
In 2018 publiceerde uitgeverij Das Mag Ruebs boek Laura H. - Het kalifaatmeisje uit Zoetermeer, over een van de bekendste Nederlandse IS-gangers: de jonge moeder uit Zoetermeer (geboren in 1995) die met IS-sympatisant Ibrahim trouwde en in 2015 met hem en hun twee kinderen naar het Islamitische kalifaat uitreisde, waarvan de gruweldaden allang uitgebreid in het nieuws waren. In 2016 vluchtte ze met haar man en kinderen uit de IS richting de Koerdische Autonome Regio. Haar vader had hulp geregeld, maar die kwam niet opdagen. De vlucht slaagde voor Laura en de kinderen, maar Ibrahim bleef kort voor het bereiken van de Koerden gewond achter. Laura zei tegen de Koerden dat die niet hoefden te proberen hem te redden (ze zei later dat ze door hem ontvoerd was naar de IS, wat niet waar was, maar ze was wel door hem mishandeld). Eenmaal terug in Nederland werd Laura gevangen gezet op de terroristenafdeling van de Penitentiaire Inrichting Vught. De rechtbank veroordeelde haar voor het medeplegen van voorbereidings- en bevorderingshandelingen tot het door dan wel namens IS begaan van terroristische misdrijven in Syrië en Irak tot 24 maanden cel, waarvan 11 onvoorwaardelijk, de tijd dat ze in voorarrest had gezeten. Ze hoefde dus niet terug de cel in, maar moest nog wel aan voorwaarden voldoen om het risico zoveel mogelijk te verkleinen dat ze een terroristisch misdrijf zou plegen. Of Ibrahim nog leeft is onbekend. Laura heeft zich al kort na aankomst bij de Koerden afgekeerd van de islam.
Rueb volgde Laura's spoor tot in Irak. In het boek wordt haar jeugd geschetst, de tijd die ze met haar man Ibrahim doorbracht in het buitenland, haar bekering tot de Islam, de impact op haar omgeving en de tijd na haar arrestatie op Schiphol. Het boek werd een bestseller. Met het boek won hij in 2019 de Brusseprijs voor het beste Nederlandstalige journalistieke boek. Op basis van het boek werden een podcast, een toneelstuk, en een 6-delige tv-serie met Zoë Love Smith in de rol van Laura H. (in deze serie Laura Hartman genoemd) en Mike Reus in de rol van Laura's vader (Eugène, in deze serie Eric genoemd)
 gemaakt. Er volgde kritiek op zowel het boek als de tv-serie dat Laura H. vooral als slachtoffer zou zijn gepresenteerd en niet als dader. De officier van justitie vond haar beweringen op sommige punten "volstrekt onaannemelijk. Dat zegt iets over haar rol en over haar betrouwbaarheid. Ze verzint makkelijk een verhaal".

## Publicaties
- De Binnenhofnar, NRC  22 januari 2014 [19]
- Spoorcommando's en koperdieven, NRC  4 april 2013
- De jacht op de beste, nrc.next  23 januari 2013

## Prijs
- Brusseprijs (2019)
- Hebban Debuutprijs (2019)
- De Tegel (2016)